# Triforce

Afbeelding van de Triforce.

De Triforce is een fictief, iconisch element uit de The Legend of Zelda-spellenreeks. Het verscheen voor het eerst in de originele The Legend of Zelda en speelde een belangrijke rol in veel van de daaropvolgende spellen. De Triforce bestaat uit drie gelijkzijdige driehoeken die samen een grotere gelijkzijdige driehoek vormen. Volgens de legende vertegenwoordigt het de essentie van de Golden Goddesses ("Gouden Godinnen") genaamd Din, Nayru en Farore, die de wereld creëerde en een goddelijke kracht verlenen aan diegene die de Triforce bezit.

## Achtergrond
Hoewel de Triforce geassocieerd wordt met de The Legend of Zelda-spellenreeks, is het symbool bijna duizend jaar ouder dan het eerste spel in de spellenreeks. In de Westerse Wereld is het ontwerp obscuur, maar wordt het in verband gebracht met het concept van de driehoek van Sierpinski dat dateert uit de dertiende eeuw. In Japan (waar The Legend of Zelda werd bedacht) is het ontwerp bekender en heeft het meer betekenis, want het was onder andere het familiewapen van de Hojo-clan die een politieke grootmacht was in de twaalfde- en dertiende eeuw. De Mittsu-uroko ("Drie schalen"), zoals de Hojo-clan het ontwerp noemde, is nog altijd prominent aanwezig in Japan.

## Kenmerken
De Triforce bestaat uit drie gelijkzijdige driehoeken die samen een grote gelijkzijdige driehoek vormen. In de fictieve geschiedenis van de spellenreeks wordt met Triforce ook gerefereerd naar de gouden driehoeken die samen de Triforce vormen, namelijk: Triforce of Power ("Triforce van Kracht"), Triforce of Wisdom ("Triforce van Wijsheid") en Triforce of Courage ("Triforce van Moed"). Elk van de drie delen vertegenwoordigen de kracht van een van de Golden Goddesses ("Gouden Godinnen"), de scheppers van de wereld van The Legend of Zelda. Din (godin van de macht), Nayru (godin van de wijsheid) en Farore (godin van de moed) creëerden de Triforce en vertrouwde deze toe aan godin Hylia. Wie de complete Triforce bezit, kan elke wens laten vervullen. Vanwege de grenzeloze kracht van de Triforce is het in veel The Legend of Zelda-spellen het belangrijkste conflict.

### Triforce of Power
Het krachtigste component van de Triforce dat meestal wordt geassocieerd met Ganon. Hij beschikt daarmee over speciale krachten, zoals het voorkomen van de dood. In verschillende The Legend of Zelda-spellen, zoals Twilight Princess, blijkt dat Ganondorf zichzelf in leven kan houden zolang hij de Triforce of Power bezit. In Ocarina of Time geeft het hem fysieke kracht en politieke macht, waarmee hij de heerser van Hyrule wil worden.

### Triforce of Wisdom
Dit deel van de Triforce wordt geassocieerd met Prinses Zelda. Het beschermt de prinses onder andere tegen duisternis en stelt haar in staat om lichtpijlen te creëren die het kwaad kunnen verslaan. Zij bezit in de meeste The Legend of Zelda-spellen de Triforce of Wisdom, maar in The Legend of Zelda en in The Wind Waker is dat deel opgesplitst in meerdere delen die eerst samengebracht moeten worden.

### Triforce of Courage
De Triforce of Courage wordt geassocieerd met Link, maar het geeft hem geen extra vaardigheden. Hij bezit in de meest The legend of Zelda-spellen dit deel van de Triforce, maar in The Legend of Zelda komt het niet voor, in The Adventure of Link is het verzegeld in de Great Palace en in The Wind Waker is het opgebroken in acht delen. In Twilight Princess zorgt het ervoor dat link in de schemerwereld in een wolf verandert, in plaats van in een dolende ziel.

## Legende
Volgens een legende waar zowel The Great Deku Tree als Zelda uit The Legend of Zelda: Ocarina of Time over praten, waren er drie godinnen die Hyrule schiepen. Nayru schiep de hemel, Din schiep de aarde en Farore schiep het leven. Toen hun taak volbracht was, vertrokken zij naar de hemel, en op die plek bleef de triforce achter. De triforce bestaat uit drie gouden driehoeken die samen één grote driehoek vormen. Elk van de driehoeken heeft een eigen kracht: moed, kracht en wijsheid. Iemand die de Triforce zou aanraken, zou de goden aan zijn kant kunnen krijgen. Iemand met een goede geest zorgt ervoor dat Hyrule een goede tijd krijgt, terwijl iemand met een slechte geest ervoor zorgt dat Hyrule een slechte tijd tegemoet gaat. Omdat de Triforce zo'n grote kracht had, werd deze opgeborgen in een tempel.
Eeuwen gingen voorbij, totdat er een groot kwaad opdook. Om dit kwaad, luisterend naar de naam Ganondorf, te bestrijden heeft Link de Triforce nodig. Hiervoor neemt hij drie magische stenen en de Ocarina of Time om het zegel te breken en de Triforce te bemachtigen voordat Ganon de Triforce te pakken krijgt. Link ontvangt de Triforce of Courage (Triforce van Moed). Ganondorf is echter meegeslopen om de Triforce te bemachtigen. Ganon krijgt de Triforce of Power (Triforce van Kracht).
Achter de Triforce schuilt er een grotere filosofie: iedereen zou een deel van de Triforce in zich hebben. De hoofdpersonages in de serie (Link, Zelda en Ganondorf) dragen een duidelijk zichtbare Triforce op hun linkerhand en zijn hierdoor dus de uitverkoren door de goden waaraan iedereen een voorbeeld zou kunnen nemen (behalve aan Ganondorf). Iedereen zou dus een stuk moed, wijsheid en kracht in zich hebben. Dit is bijzonder cliché, maar kan grote invloed hebben en dus het karakter van naïeve spelers beïnvloeden, waardoor ze assertiever zouden worden, of zich sterker voelen (fysisch) of een 'common sense' ontwikkelen.
Dit is pure speculatie, en de hele filosofie zou meer bedoeld zijn voor de karakters in het spel.

## Speculatie

### Tetraforce
Tetraforce is de naam voor het middelste stuk van de Triforce, gegeven door fans die geloofden dat de Triforce een geheim vierde deel zou hebben. Het bestaan van een tetraforce is nooit bevestigd.
De legende gaat dat een vogel dit ontbrekende deel bij zich draagt. 
Niet veel mensen geloven dat er een vierde deel bestaat, maar het valt wel op dat de vier light spirits Eldin, Faron, Lanayru en Ordona hun namen niet zomaar ergens vandaan hebben. Eldin komt van Din, Faron komt van Farore, en Lanayru komt van Nayru. Ordona komt uit de Ordona provincie en woont bij de Ordon bron (The Legend of Zelda: Twilight Princess). Als er dan een vierde god zou zijn, zou dat de god van tijd kunnen zijn. Dit gegeven vermoedt men, omdat er in Phantom Hourglass ook een Spirit of Time voorkomt.
Officiële berichten van Nintendo en Shigeru Miyamoto ontkennen het bestaan van de Tetraforce .

## Spellen met de Triforce

### Zelda-spellen
- The Legend of Zelda
- Zelda II: The Adventure of Link
- The Legend of Zelda: A Link to the Past
- The Legend of Zelda: Ocarina of Time
- The Legend of Zelda: The Wind Waker
- The Legend of Zelda: Twilight Princess
- The Legend of Zelda: Phantom Hourglass
- The Legend of Zelda: Skyward Sword
- The Legend of Zelda: A Link Between Worlds
- The Legend of Zelda: Breath of the Wild
- The Legend of Zelda: Tears of the Kingdom

### Overige spellen
- Animal Crossing (meubels)
- Animal Crossing: Wild World (meubels+"Fortune Teller")
- Animal Crossing: Let's Go to the City (meubels)
- Super Smash Bros. (als symbool)
- Super Smash Bros. Melee (als symbool)
- Super Smash Bros. Brawl (als aanval+symbool)